# Jean-Clair Todibo
Jean-Clair Dimitri Roger Todibo (* 30. prosince 1999) je francouzský profesionální fotbalista, který hraje na pozici středního obránce za klub OGC Nice a francouzský národní tým.

## Klubová kariéra

### Toulouse
Todibo přestoupil do Toulouse v roce 2016 z FC Les Lilas. V Ligue 1 debutoval 19. srpna 2018 v Derby de la Garonne proti Bordeaux, kde odehrál 89 minut při konečném domácím vítězství 2:1. Dne 1. září byl vyloučen za 26 minut při výhře 2:1 na hřišti Guingampu. Za klub odehrál deset zápasů a jednou skóroval, a to 30. září při remíze 1:1 na hřišti Rennes.

### Barcelona
Dne 8. ledna 2019 se Todibo dohodl s Barcelonou, že se k ní připojí zadarmo v červenci 2019, kdy mu měla vypršet smlouva s Toulouse. Španělský celek však datum přestupu posunul a hráč se ke klubu připojil již 31. ledna 2019. Stal se 22. francouzským hráčem, který podepsal smlouvu s Barcelonou a dostal dres s číslem 6.

#### Hostování v Schalke
Dne 15. ledna 2020 byl Todibo poslán na hostování do bundesligového klubu Schalke 04 do konce sezóny s opcí na přestup za 25 milionů eur plus 5 milionů eur v bonusech. V březnu byl Todibo fanoušky Schalke zvolen hráčem měsíce.

#### Hostování v Benfice
Dne 5. října 2020 se Todibo připojil ke klubu Benfica Lisabon hrající Primeira Ligu na roční hostování s opcí na nákup za 20 milionů eur.

### Nice
Dne 1. února 2021 odešel Todibo na hostování do klubu Ligue 1 Nice s opcí na koupi poté, co jeho smlouva o hostování byla vzájemně ukončena Barcelonou a Benficou.
Dne 18. září 2022 byl vyloučen v zápase proti Angers po devíti sekundách, což byla nejrychlejší červená karta v historii Ligue 1.

## Reprezentační kariéra
Todibo debutoval v reprezentaci Francie do 20 let 16. listopadu 2018 při přátelské remíze 1:1 se Švýcarskem v Cartageně.
V březnu 2023 byl poprvé povolán do seniorské reprezentace Francie pro kvalifikační zápasy na Mistrovství Evropy ve fotbale 2024 proti Nizozemsku a Irsku.
Todibo debutoval za Francii při přátelské prohře 2:1 s Německem 12. září 2023. Jeho soutěžní debut přišel 18. listopadu při rekordní výhře Francie 14:0 nad Gibraltarem.

## Statistiky

### Klubové
Platí k zápasu hranému 3. března 2024.
| Klub                   | Sezóna            | Liga                   | Liga   | Liga | Národní pohár | Národní pohár | Ligový pohár | Ligový pohár | Kontinentální | Kontinentální | Celkově | Celkově |
| Klub                   | Sezóna            | Soutěž                 | Zápasy | Góly | Zápasy        | Góly          | Zápasy       | Góly         | Zápasy        | Góly          | Zápasy  | Góly    |
| ---------------------- | ----------------- | ---------------------- | ------ | ---- | ------------- | ------------- | ------------ | ------------ | ------------- | ------------- | ------- | ------- |
| Toulouse B             | 2016–17           | Championnat National 3 | 1      | 0    | —             | —             | —            | —            | —             | —             | 1       | 0       |
| Toulouse B             | 2017–18           | Championnat National 3 | 8      | 0    | —             | —             | —            | —            | —             | —             | 8       | 0       |
| Toulouse B             | Celkově           | Celkově                | 9      | 0    | —             | —             | —            | —            | —             | —             | 9       | 0       |
| Toulouse               | 2018–19           | Ligue 1                | 10     | 1    | 0             | 0             | 0            | 0            | —             | —             | 10      | 1       |
| Barcelona              | 2018–19           | La Liga                | 2      | 0    | 0             | 0             | —            | —            | 0             | 0             | 2       | 0       |
| Barcelona              | 2019–20           | La Liga                | 2      | 0    | 0             | 0             | —            | —            | 1             | 0             | 3       | 0       |
| Barcelona              | Celkově           | Celkově                | 4      | 0    | 0             | 0             | —            | —            | 1             | 0             | 5       | 0       |
| Schalke 04 (hostování) | 2019–20           | Bundesliga             | 8      | 0    | 2             | 0             | —            | —            | —             | —             | 10      | 0       |
| Benfica (hostování)    | 2020–21           | Primeira Liga          | 0      | 0    | 1             | 0             | 1            | 0            | 0             | 0             | 2       | 0       |
| Nice (hostování)       | 2020–21           | Ligue 1                | 15     | 1    | 2             | 0             | —            | —            | —             | —             | 17      | 1       |
| Nice                   | 2021–22           | Ligue 1                | 36     | 1    | 4             | 0             | —            | —            | —             | —             | 40      | 1       |
| Nice                   | 2022–23           | Ligue 1                | 34     | 0    | 1             | 0             | —            | —            | 11            | 0             | 46      | 0       |
| Nice                   | 2023–24           | Ligue 1                | 20     | 0    | 2             | 0             | —            | —            | —             | —             | 22      | 0       |
| Nice                   | Celkově           | Celkově                | 90     | 1    | 7             | 0             | —            | —            | 11            | 0             | 108     | 1       |
| Celkově v kariéře      | Celkově v kariéře | Celkově v kariéře      | 136    | 3    | 12            | 0             | 1            | 0            | 12            | 0             | 161     | 3       |

### Reprezentační
Platí k zápasu hranému 18. listopadu 2023.
| Národní tým | Rok     | Zápasy | Góly |
| ----------- | ------- | ------ | ---- |
| Francie     | 2023    | 2      | 0    |
| Celkově     | Celkově | 2      | 0    |

## Úspěchy
Barcelona
- La Liga: 2018/19

Nice
- Poražený finalista Coupe de France: 2021/22